# 北馬其頓歷史
北马其顿共和国历史定义为北马其顿共和国的历史。

## 古馬其頓
马其顿共和国的历史可以追溯至新石器时代，該地在爱琴海地区、安纳托利亚和中欧的文化交流起主导作用。
马其顿地区为古希腊文明北端的边疆地区，该地公元前4世纪时崛起的马其顿帝国曾征服小亚细亚、波斯、埃及等地，把希腊文化传播到中东各地。后来马其顿先后由罗马帝国、拜占庭帝国（希腊人所主导）等统治。
5世纪起斯拉夫人开始进入马其顿地区，并且在该地（尤其是马其顿的内陆地区）定居，因而奠定现代马其顿南北之分（南：希腊人/北：斯拉夫人）的基础。

## 中世纪
837年，保加利亚帝国征服马其顿，并于10世纪末在该地的奥赫里德（Ohrid）定都。
1018年，拜占庭帝国又征服马其顿，在接下来的几个世纪里马其顿多次在拜占庭、保加利亚和塞尔维亚之间转手。

## 鄂圖曼时期
15世纪初奥斯曼帝国征服马其顿，并开始长达500年的统治。
19世纪时希腊、保加利亚、塞尔维亚复国运动相继展开，民族主义高涨，马其顿也成为三国的必争之地。

## 塞爾維亞屬瓦爾達爾馬其頓（1912年至1918年）
1913年，三国在共同针对奥斯曼帝国的第一次巴尔干战争中获胜，奥斯曼帝国将马其顿割予三国，但三国之间又因马其顿具体分割方案爆发第二次巴尔干战争，最终希腊、塞尔维亚击败保加利亚，根據《布加勒斯特條約》将马其顿瓜分。塞尔维亚分得瓦爾達爾馬其頓，就是现代马其顿共和国的领土。

## 南斯拉夫王國（1918年至1944年）
第一次世界大战之后，塞尔维亚成为南斯拉夫王国的一部分。
1929年，改為瓦爾達爾省。
第二次世界大战时，希腊、南斯拉夫为同盟国，保加利亚王國加入轴心国，希腊、南斯拉夫被德国攻占之后，保加利亚分得马其顿的大部分地区，但战争结束后各国之间的边界又还原到战前的形势。

## 南斯拉夫（1945年至1991年）
二战之后，南斯拉夫成为由总统铁托所领导的社会主义国家。
1946年，铁托将马其顿地区从塞尔维亚分开，成为南斯拉夫的一个加盟共和国，馬其頓人民共和國。1963年，國名更改為馬其頓社會主義共和國。

## 現代

### 獨立
1991年4月16日，議會通過憲法修正案，該國名中刪除社會主義共和國。6月7日，改名為馬其頓共和國。9月8日，舉行全民公決，96.46％投票支持從南斯拉夫獨立。9月25日，議會通過《獨立宣言》。11月17日通過憲法。
由於馬其頓王國是希臘與馬其頓的共同歷史，因此希臘主張馬其頓是希臘的一部分且為其領土。
因此緣故，希臘當局不但否認馬其頓主權並封鎖邊界，且以歐盟與聯合國會籍向馬其頓要脅。
1993年4月8日，馬其頓最後被迫以前南斯拉夫馬其頓共和國之名加入联合国。1995年，更改國旗。1994年2月，希腊对马其顿實行经济封锁。1995年年9月，希腊解除对马其顿的经济封锁。
1999年，南斯拉夫爆发科索沃战争，340,000名阿尔巴尼亚族难民从科索沃涌入马其顿。
衝突的起因在於馬其頓政府推行新政策限制使用阿爾巴尼亞語，並禁止公開攜帶阿爾巴尼亞旗幟，政策的推行激發許多抗議。阿爾巴尼亞人占25%，為國內第二大民族，科索沃戰爭的阿爾巴尼亞人難民湧入國內，使阿爾巴尼亞人的比例提高到近1/3。2001年1月22日，马其顿西部的阿爾巴尼亞族人开始进行武装叛乱。6月11日，在调停下达成停火协议，阿爾巴尼亞族同意放下武装，馬其頓同意给予阿爾巴尼亞族人更多权力，之后馬其頓国内民族关系有一定的改善。
2004年2月26日，鮑里斯·特拉伊科夫斯基總統在波士尼亞莫斯塔爾附近因惡劣天氣墜機身亡。
2004年3月，申請加入歐盟。2005年12月17日，列入歐盟候選國。
2006年7月5日，內部革命組織民族統一民主黨贏得大選，8月27日，格魯埃夫斯基就任總理並組建內閣。2008年連任。後陷入監聽醜聞。
2016年1月18日，辭職。2018年5月，遭法院判處兩年監禁。2018年11月13日，流亡至匈牙利。

## 更名
2018年6月，希腊和当时的马其顿共和国政府达成了普雷斯帕协议，将后者更名为北马其顿共和国，简称北马其顿。这项协议在被两国各自立法机构接受后，于2019年2月12日生效，从而结束了争端。
2019年1月，馬其頓共和國國會透過修憲，改國名為北馬其頓共和國。2019年2月12日，更名完成。2019年2月6日，希臘批准馬其頓加入北約的議定書。